# 牛佩琮
牛佩琮（1909年—1990年8月21日），山西定襄人，中国近代政治人物。
牛佩琮于1928年考入清华大学经济系。毕业后，进入清华经济研究所深造。期间，于1933年加入中国社会科学家联盟北平分盟，并于同年出任清华大学社联书记。次年加入中国共产党，任中共北平市工委委员、宣传部长。1935年被捕入狱。出狱后曾与中共组织失去联系。后任太原绥靖公署秘书，帮助薄一波组建山西新军，并任太原军政训练班指导员及民政训练团政治部副主任等。抗日战争爆发后，牛佩琮出任山西青年抗敌决死队一总队与一纵队政治主任、副纵队长。1941年，调任太岳行署主任。第二次国共内战期间，他于1949年出任河南省人民政府副主席。
中华人民共和国成立后，牛佩琮历任中南军政委员会财经委员会副主任、国务院第五办公室（财贸办公室）副主任、全国人民代表大会常务委员会办公厅副主任等职。文化大革命期间，他遭受迫害。文革结束后获得平反，出任国务院财贸小组副组长。1978年当选第五届全国政协委员，次年增选为政协常委。1990年在北京去世，终年81岁。